# عبد الله المعلمي
عبد الله بن يحيى المعلمي (5 مايو 1952 -) دبلوماسي سعودي شغل منصب مندوب المملكة العربية السعودية الدائم لدى الأمم المتحدة في نيويورك منذ 2011 م حتى 2022.

## النشأة
ولد عبد الله المعلمي يوم 11 شعبان 1371 هـ الموافق 5 مايو 1952م في محافظة القنفذة السعودية ونشأ في كنف والده الأديب الفريق يحيى بن عبد الله المعلمي مساعد مدير الأمن العام في السعودية وعضو مجمع اللغة العربية في القاهرة.

## تعليمه وثقافته
تلقى تعليمه في المراحل الابتدائية والمتوسطة بين مدينة مكة والعاصمة الرياض متنقلاً مع والده وأتم الثانوية في معهد العاصمة النموذجي، التحق بجامعة ولاية أوريغون في الولايات المتحدة الأمريكية وحصل على بكالوريوس العلوم في الهندسة الكيميائية عام 1973 م، التحق بجامعة ستانفورد وحصل على درجة ماجستير العلوم في الإدارة عام 1983 م، كما التحق خلال مسيرته العلمية بالعديد من الدورات التدريبية في عدة جامعات عالمية منها جامعة هارفارد الأمريكية وجامعة جرينوبل في فرنسا بالإضافة إلى جامعات ومؤسسات أخرى في المملكة العربية السعودية.

## مسيرته المهنية
تولى العديد من المهام والمناصب القيادية في القطاعات الدبلوماسية والعامة وفي القطاع الخاص على مدى ثلاثين عاماً حيث كانت له العديد من الإسهامات والأنشطة في مختلف القطاعات الدبلوماسية والتجارية والصناعية في مؤسسات وشركات رائدة على الصعيد المحلي  والإقليمي كما قام بتأسيس دار المعلمي للاستشارات بمدينة جدة وشركة اتش بي جي الإستثمارية القابضة بمدينة دبي

### القطاع الدبلوماسي
- مندوب المملكة العربية السعودية الدائم لدى الأمم المتحدة في نيويورك 2011 م - 2022 م.
- سفير خادم الحرمين الشريفين في مملكة بلجيكا ودوقية لوكسمبروج والاتحاد الأوروبي 2007 م – 2011 م.

### القطاع العام
- أمين محافظة جدة 2001 م – 2005 م
- عضو مجلس الشورى السعودي 1997 م – 2001 م
- عضو الهيئة الاستشارية للمجلس الأعلى لمجلس التعاون لدول الخليج العربية 1999 م – 2007 م
- عضو اللجنة الاستشارية لوزير التجارة بمفاوضات منظمة التجارة العالمية 1997 م – 2000 م
- عضو المجلس المحلي لمحافظة جدة 2005 م – 2008 م
- عضو مجلس منطقة الرياض 1993 م – 1997 م
- عضو مجلس إدارة المؤسسة العامة للتعليم الفني والتدريب المهني 1996 م – 1999 م
- عضو مجلس إدارة المؤسسة العامة للصناعات الحربية 1992 م – 1995 م

### القطاع الخاص
تولى العديد من المهام في القطاع الخاص منها:
- رئيس مجلس إدارة شركة إتش بي جي هولدنجز، دبي 2006 م
- رئيس دار المعلمي للاستشارات 2005 م – 2007 م و1999 م – 2001 م
- مستشار مجلس إدارة شركة العليان المالية 2005 م – 2008 م و1998 م – 2001 م
- نائب رئيس مجلس إدارة شركة العليان المالية 1991 م – 1998 م
- الرئيس التنفيذي لشركة العليان السعودية القابضة 1988 م – 1991 م
- نائب الرئيس التنفيذي لشركة العليان السعودية القابضة 1987 م – 1988 م
- مدير عام شركة منتجات الألمنيوم المحدودة 1977 م – 1987 م
- مساعد مدير عام الإنتاج في مصفاة الرياض للبترول، المؤسسة العامة للبترول والمعادن 1975 م – 1977 م
- مهندس كيميائي في مصفاة الرياض للبترول، المؤسسة العامة للبترول والمعادن 1973 م – 1975 م
- رئيس مجلس إدارة شركة سند للتأمين التعاوني 2006 م – 2008 م
- رئيس مجلس إدارة الشركة المالية المصرية بالقاهرة 1995 م – 1997 م

## العضويات المهنية
نال العديد من العضويات في مجالس إدارات قطاعات مهنية وجمعيات تطوعية متعددة منها:
- عضو مجلس إدارة مؤسسة عسير للصحافة والنشر
- عضو مجلس إدارة جمعية ماجد بن عبد العزيز للتنمية والخدمات الاجتماعية
- عضو جمعية خريجي معهد العاصمة النموذجي
- عضو مجلس إدارة الدار السعودية للخدمات الاستشارية
- عضو مجلس إدارة البنك الأهلي التجاري.
- عضو مجلس إدارة شركة اللجين.
- عضو مجلس إدارة شركة الاتصالات السعودية.
- عضو مجلس إدارة شركة الراجحي المصرفية للإستثمار.
- عضو مجلس إدارة الشركة العربية للتنمية الصناعية
- عضو مجلس إدارة شركة التصنيع الوطنية
- عضو مجلس إدارة الشركة المالية المصرية بالقاهرة
- عضو مجلس إدارة الشركة السعودية للنقل البري
- عضو مجلس إدارة الشركة السعودية الكويتية لصناعة الإسمنت
- عضو المجمع العربي للإدارة والمعرفة
- عضو اللجنة الهندسية السعودية
- عضو الجمعية السعودية للإدارة
- عضو جمعية الأطفال المعاقين.

## إنتاجه الفكري والثقافي
صدرت له العديد من المؤلفات منها:
- تحت قبة المجلس 2007 م
- أبكيك يا أبت 2009 م
- أفكار للحوار الجزء الأول والثاني 2007 م
- أفكار للحوار الجزء الثالث 2008 م
- أفكار للحوار الجزء الرابع 2011 م

كما يحرر في جريدة المدينة عموداً أسبوعياً بعنوان (أفكار للحوار)، وله العديد من المقالات المتعددة الأخرى والمشاركات الصفحية والأدبية والاقتصادية والإدارية في الصحف والمجلات السعودية والندوات العامة، بالإضافة إلى إلقاء الكثير من المحاضرات باللغتين العربية والإنجليزية في شتى المجالات العلمية والثقافية والاقتصادية والسياسية.

## حياته الخاصة
متزوج ولديه ثلاثة أبناء وبنت واحدة.

## الجوائز والتكريم
حصل على «جائزة الموقف الأدبي» من نادي المنطقة الشرقية الأدبي عام 2025م، وذلك تقديرًا لمواقفه الأدبية والإنسانية المؤثرة.